# Damernas triathlon vid olympiska sommarspelen 2020
Damernas triathlon vid olympiska sommarspelen 2020 hölls på Odaiba i Tokyo den 27 juli 2021.
Under simningen och cyklingen bildades en tätgrupp på sju idrottare med bland annat bermudiska Flora Duffy, brittiska Georgia Taylor-Brown och amerikanska Katie Zaferes. Duffy vann tävlingen efter att tidigt sprungit ifrån Zaferes under löpningen och tog Bermudas första OS-guld genom tiderna. Taylor-Brown råkade ut för en punktering i slutet av cyklingen men sprang förbi flera tävlande under löpningen och tog silver framför Zaferes som tog bronset.

## Bana

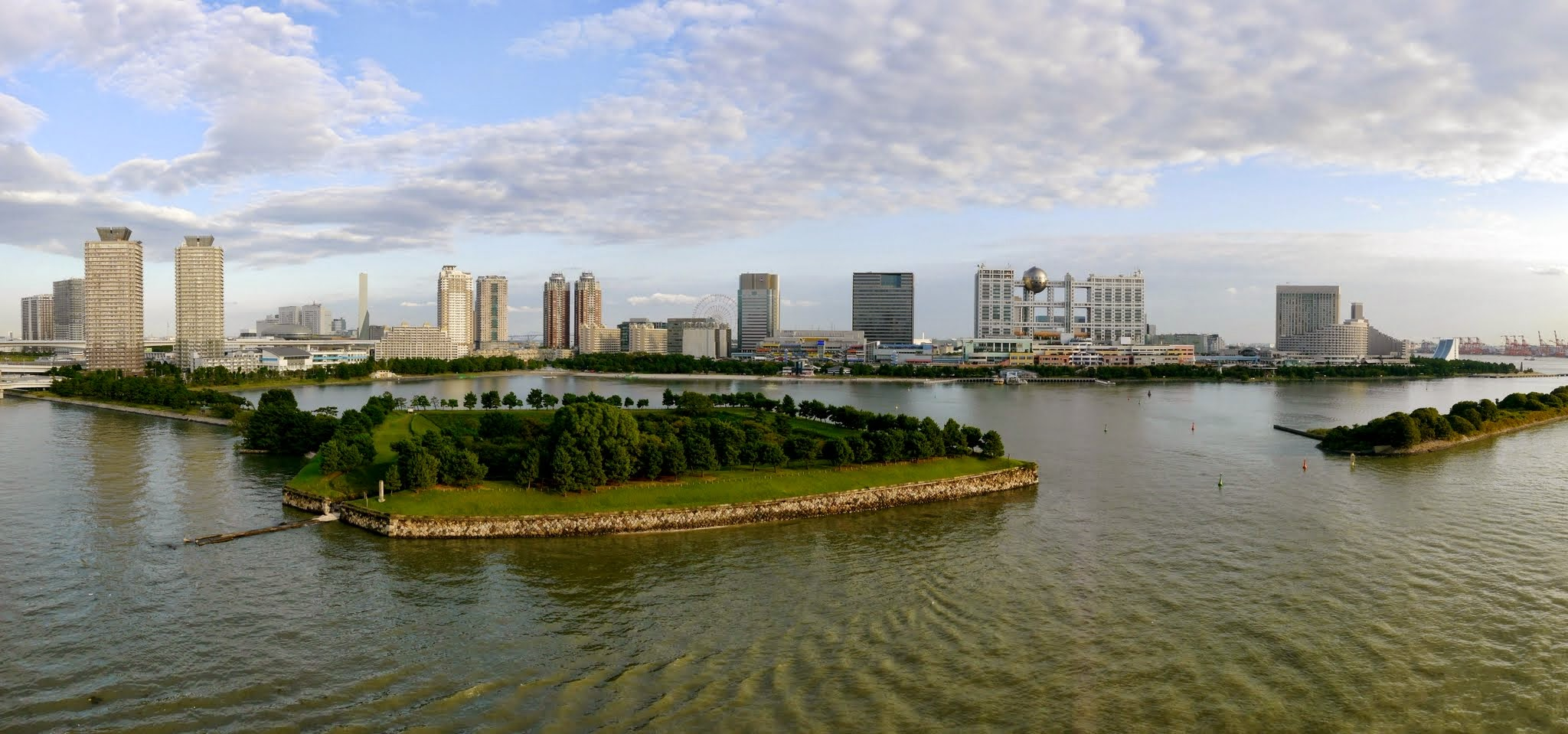
Odaiba, bild tagen från Regnbågsbron 2014

Tävlingen genomfördes på Odaiba i Tokyobukten och var 51,5 kilometer lång, vilket är så kallad olympisk distans. Idrottarna började med att simma 1,5 kilometer, vilket var uppdelat på ett 950 meters lopp följt av ett kortare lopp på 550 meter. Sedan cyklade idrottarna 40 kilometer, vilket var uppdelat på åtta lopp som var 5 kilometer var. Slutligen avslutade idrottarna med 10 kilometer löpning, vilket var uppdelad på fyra lopp på 2,5 kilometer styck. Mellan varje byte fanns ett växlingsområde där idrottarna bytte material och kläder.

## Sammanfattning
55 idrottare var anmälda att starta tävlingen, men endast 54 startade då Ukrainas Julija Jelistratova blivit provisoriskt avstängd. Startfältet bestod av regerande världsmästaren Georgia Taylor-Brown från Storbritannien samt tre av hennes föregångare till VM-titeln: Katie Zaferes från USA som tog guld 2019, Zaferes landsmaninna Vicky Holland som tog guld 2018 samt Flora Duffy från Bermuda som tog guld både 2016 och 2017. Amerikanska Gwen Jorgensen som tog guld vid OS 2016 fanns inte med i startfältet då hon hade slutat med triathlon för att istället fokusera på enbart löpning. Silvermedaljören Holland och bronsmedaljören Nicola Spirig vid OS 2016 var dock både med och tävlade.
Kraftigt regn timmarna innan loppet försenade starten med minst femton minuter, och förhållandena förblev blöta under tävlingens gång. Under det första loppet i simningen tog Jessica Learmonth från Storbritannien inledningsvis ledningen. En tätgrupp bildades i vattnet med Learmonth i ledningen tätt följt av amerikanska Zaferes och Summer Rappaport, Vittoria Lopes från Brasilien, Laura Lindemann från Tyskland samt brittiska Taylor-Brown. Vid slutet av simningen hade tätgruppen på sju idrottare en ledning på 30 sekunder bak till Emma Jeffcoat från Australien samt övriga startfältet. Vid slutet av det första loppet i cyklingen hade tätgruppens ledning ökat till över en minut bak till en jagande grupp på 14 idrottare med bland annat Spirig, Holland och den nederländska duon Maya Kingma och Rachel Klamer. Under det andra loppet minskade den jagande gruppen till 12 idrottare samtidigt som Rappaport och Lopes försvann från tätgruppen under det fjärde respektive sjätte loppet. En punktering för Taylor-Brown nära slutet av cyklingen gjorde att hon tappade 20 sekunder mot övriga fyra idrottare i tätgruppen inför den andra växlingen.
Duffy och Zaferes ledde i början av löpningen, men i slutet av det andra loppet sprang Duffy ifrån Zaferes. Bakom dem sprang Taylor-Brown först förbi Lindemann och sedan Learmonth innan hon passerade Zaferes med ett lopp kvar. Med en ledning på över en minut kunde Duffy fira sin seger medan hon sprang den avslutande sträckan och blev Bermudas första olympiska guldmedaljörer. Taylor-Brown och Zaferes slutade båda över en minut bakom Duffy men tog silver- respektive bronsmedalj. Lindemann och Learmonth blev båda passerade av löpare i den jagande gruppen och slutade på åttonde respektive nionde plats.

## Resultat
| Placering                   | Startnummer | Idrottare            | Nation         | Simning         | Cykling         | Löpning         | Total tid       | Skillnad        |
| --------------------------- | ----------- | -------------------- | -------------- | --------------- | --------------- | --------------- | --------------- | --------------- |
| 1                           | 29          | Flora Duffy          | Bermuda        | 18.32           | 1:02.49         | 33.00           | 1:55.36         |                 |
| 2                           | 34          | Georgia Taylor-Brown | Storbritannien | 18.31           | 1:03.11         | 33.52           | 1:56.50         | + 1.14          |
| 3                           | 14          | Katie Zaferes        | USA            | 18.28           | 1:02.51         | 34.27           | 1:57.03         | + 1.27          |
| 4                           | 2           | Rachel Klamer        | Nederländerna  | 19.17           | 1:03.05         | 34.09           | 1:57.48         | + 2.12          |
| 5                           | 31          | Léonie Périault      | Frankrike      | 19.13           | 1:03.13         | 34.06           | 1:57.49         | + 2.13          |
| 6                           | 26          | Nicola Spirig        | Schweiz        | 19.32           | 1:02.50         | 34.28           | 1:58.05         | + 2.29          |
| 7                           | 54          | Alice Betto          | Italien        | 19.14           | 1:03.11         | 34.42           | 1:58.22         | + 2.46          |
| 8                           | 10          | Laura Lindemann      | Tyskland       | 18.36           | 1:02.46         | 35.48           | 1:58.24         | + 2.48          |
| 9                           | 33          | Jessica Learmonth    | Storbritannien | 18.24           | 1:02.56         | 35.51           | 1:58.28         | + 2.52          |
| 10                          | 52          | Valerie Barthelemy   | Belgien        | 19.18           | 1:03.07         | 35.12           | 1:58.49         | + 3.13          |
| 11                          | 1           | Maya Kingma          | Nederländerna  | 19.20           | 1:03.03         | 35.36           | 1:59.16         | + 3.40          |
| 12                          | 27          | Zsanett Bragmayer    | Ungern         | 19.19           | 1:03.07         | 36.18           | 2:00.00         | + 4.24          |
| 13                          | 32          | Vicky Holland        | Storbritannien | 19.12           | 1:05.24         | 34.20           | 2:00.10         | + 4.34          |
| 14                          | 12          | Summer Rappaport     | USA            | 18.29           | 1:03.58         | 36.35           | 2:00.19         | + 4.43          |
| 15                          | 19          | Amélie Kretz         | Kanada         | 19.39           | 1:04.56         | 34.41           | 2:00.33         | + 4.57          |
| 16                          | 11          | Taylor Knibb         | USA            | 19.52           | 1:04.42         | 35.06           | 2:00.59         | + 5.23          |
| 17                          | 7           | Simone Ackermann     | Sydafrika      | 19.08           | 1:03.37         | 37.30           | 2:01.14         | + 5.38          |
| 18                          | 48          | Yuko Takahashi       | Japan          | 19.10           | 1:03.15         | 37.40           | 2:01.18         | + 5.42          |
| 19                          | 25          | Jolanda Annen        | Schweiz        | 19.32           | 1:05.04         | 35.36           | 2:01.31         | + 5.55          |
| 20                          | 56          | Verena Steinhauser   | Italien        | 19.42           | 1:04.52         | 35.56           | 2:01.47         | + 6.11          |
| 21                          | 15          | Miriam Casillas      | Spanien        | 19.46           | 1:04.50         | 36.00           | 2:01.52         | + 6.16          |
| 22                          | 41          | Melanie Santos       | Portugal       | 19.32           | 1:05.07         | 36.13           | 2:02.06         | + 6.30          |
| 23                          | 40          | Carolyn Hayes        | Irland         | 20.10           | 1:06.04         | 34.43           | 2:02.10         | + 6.34          |
| 24                          | 51          | Lotte Miller         | Norge          | 19.58           | 1:04.35         | 36.49           | 2:02.43         | + 7.07          |
| 25                          | 23          | Bárbara Riveros      | Chile          | 19.45           | 1:04.54         | 36.49           | 2:02.46         | + 7.10          |
| 26                          | 22          | Emma Jeffcoat        | Australien     | 19.06           | 1:03.18         | 39.13           | 2:02.57         | + 7.21          |
| 27                          | 38          | Lisa Perterer        | Österrike      | 20.03           | 1:06.14         | 35.26           | 2:03.00         | + 7.24          |
| 28                          | 46          | Vittória Lopes       | Brasilien      | 18.26           | 1:03.56         | 39.21           | 2:03.09         | + 7.33          |
| 29                          | 50          | Nicole van der Kaay  | Nya Zeeland    | 19.35           | 1:05.02         | 37.34           | 2:03.26         | + 7.50          |
| 30                          | 4           | Petra Kuříková       | Tjeckien       | 19.55           | 1:06.26         | 36.32           | 2:04.10         | + 8.34          |
| 31                          | 9           | Anabel Knoll         | Tyskland       | 20.05           | 1:06.14         | 37.11           | 2:04.45         | + 9.09          |
| 32                          | 45          | Luisa Baptista       | Brasilien      | 20.12           | 1:06.04         | 38.00           | 2:05.32         | + 9.56          |
| 33                          | 24          | Romina Biagioli      | Argentina      | 20.09           | 1:06.06         | 40.06           | 2:07.42         | + 12.06         |
| 34                          | 53          | Claire Michel        | Belgien        | 19.40           | 1:06.34         | 43.37           | 2:11.05         | + 15.29         |
|                             | 55          | Angelica Olmo        | Italien        | 20.15           | 1:06.01         | Fullföljde inte | Fullföljde inte | Fullföljde inte |
|                             | 44          | Elizabeth Bravo      | Ecuador        | 20.15           | Varvad          | Varvad          | Varvad          | Varvad          |
|                             | 20          | Ashleigh Gentle      | Australien     | 20.07           | Varvad          | Varvad          | Varvad          | Varvad          |
|                             | 3           | Vendula Frintová     | Tjeckien       | 20.16           | Varvad          | Varvad          | Varvad          | Varvad          |
|                             | 21          | Jaz Hedgeland        | Australien     | 19.44           | Varvad          | Varvad          | Varvad          | Varvad          |
|                             | 16          | Anna Godoy           | Spanien        | 20.12           | Varvad          | Varvad          | Varvad          | Varvad          |
|                             | 28          | Zsófia Kovács        | Ungern         | 20.30           | Varvad          | Varvad          | Varvad          | Varvad          |
|                             | 8           | Gillian Sanders      | Sydafrika      | 20.18           | Varvad          | Varvad          | Varvad          | Varvad          |
|                             | 43          | Alexandra Razarenova | ROC            | 20.17           | Varvad          | Varvad          | Varvad          | Varvad          |
|                             | 18          | Joanna Brown         | Kanada         | 19.15           | Varvad          | Varvad          | Varvad          | Varvad          |
|                             | 35          | Zhong Mengying       | Kina           | 19.53           | Varvad          | Varvad          | Varvad          | Varvad          |
|                             | 36          | Kaidi Kivioja        | Estland        | 21.40           | Varvad          | Varvad          | Varvad          | Varvad          |
|                             | 17          | Basmla ElSalamoney   | Egypten        | 20.41           | Varvad          | Varvad          | Varvad          | Varvad          |
|                             | 5           | Cecilia Pérez        | Mexiko         | 20.05           | Fullföljde inte | Fullföljde inte | Fullföljde inte | Fullföljde inte |
|                             | 30          | Cassandre Beaugrand  | Frankrike      | 19.37           | Fullföljde inte | Fullföljde inte | Fullföljde inte | Fullföljde inte |
|                             | 49          | Ainsley Thorpe       | Nya Zeeland    | 19.15           | Fullföljde inte | Fullföljde inte | Fullföljde inte | Fullföljde inte |
|                             | 42          | Anastasia Gorbunova  | ROC            | 19.37           | Fullföljde inte | Fullföljde inte | Fullföljde inte | Fullföljde inte |
|                             | 47          | Niina Kishimoto      | Japan          | 19.48           | Fullföljde inte | Fullföljde inte | Fullföljde inte | Fullföljde inte |
|                             | 6           | Claudia Rivas        | Mexiko         | Fullföljde inte | Fullföljde inte | Fullföljde inte | Fullföljde inte | Fullföljde inte |
|                             | 37          | Julia Hauser         | Österrike      | Fullföljde inte | Fullföljde inte | Fullföljde inte | Fullföljde inte | Fullföljde inte |
|                             | 39          | Julija Jelistratova  | Ukraina        | Startade inte   | Startade inte   | Startade inte   | Startade inte   | Startade inte   |
| Källor: Officiella resultat |             |                      |                |                 |                 |                 |                 |                 |